# إليجاه فوكس كوك
إليجاه فوكس كوك (بالإنجليزية: Elijah Fox Cook)‏ هو محامي وسياسي أمريكي، ولد في 3 ديسمبر 1805، وتوفي في 8 أكتوبر 1886. انتخب عضو مجلس ولاية ميشيغان وانتخب عضو مجلس ولاية ويسكونسن.